# パレルモ国際
パレルモ国際（Internazionali Femminili di Palermo）は、イタリア・パレルモで開催されるWTAテニストーナメントである。

## 大会歴代優勝者

### シングルス
| 年         | 優勝者                       | 準優勝者                         | 決勝結果       |
| ---------- | ---------------------------- | -------------------------------- | -------------- |
| 1990       | イザベル・キュエト           | バルバラ・パウルス               | 6–2, 6–3       |
| 1991       | マリー・ピエルス             | サンドラ・チェッキーニ           | 6–0, 6–3       |
| 1992       | マリー・ピエルス             | ブレンダ・シュルツ               | 6–1, 6–7, 6–1  |
| 1993       | ラトカ・ボブコバ             | マリー・ピエルス                 | 6–3, 6–2       |
| 1994       | イリナ・スピールリア         | ブレンダ・シュルツ               | 6–4, 1–6, 7–6  |
| 1995       | イリナ・スピールリア         | ザビーネ・ハック                 | 7–6, 6–2       |
| 1996       | バルバラ・シェット           | ザビーネ・ハック                 | 6–3, 6–3       |
| 1997       | サンドリーヌ・テスチュ       | エレーナ・マカロワ               | 7–5, 6–3       |
| 1998       | パティ・シュナイダー         | バルバラ・シェット               | 6–1, 5–7, 6–2  |
| 1999       | アナスタシア・ミスキナ       | アンヘレス・モントリオ           | 3–6, 7–64, 6–2 |
| 2000       | ヘンリエッタ・ナギョワ       | パブリナ・ノーラ                 | 6-3, 7-5       |
| 2001       | アナベル・メディナ・ガリゲス | クリスティナ・トレンス・バレロ   | 6–4, 6–4       |
| 2002       | マリアナ・ディアス＝オリバ   | ベラ・ズボナレワ                 | 6–76, 6–1, 6–3 |
| 2003       | ディナラ・サフィナ           | カタリナ・スレボトニク           | 6–3, 6–4       |
| 2004       | アナベル・メディナ・ガリゲス | フラビア・ペンネッタ             | 6–4, 6–4       |
| 2005       | アナベル・メディナ・ガリゲス | クララ・ザコパロバ               | 6–4, 6–0       |
| 2006       | アナベル・メディナ・ガリゲス | タチアナ・ガルビン               | 6–4, 6–4       |
| 2007       | アグネシュ・サバイ           | マルチナ・ミュラー               | 6–0, 6–1       |
| 2008       | サラ・エラニ                 | マリヤ・コリャツェワ             | 6–2, 6–3       |
| 2009       | フラビア・ペンネッタ         | サラ・エラニ                     | 6–1, 6–2       |
| 2010       | カイア・カネピ               | フラビア・ペンネッタ             | 6–4, 6–3       |
| 2011       | アナベル・メディナ・ガリゲス | ポロナ・ヘルツォグ               | 6–3, 6–2       |
| 2012       | サラ・エラニ                 | バルボラ・ザフラボバ・ストリコバ | 6–1, 6–3       |
| 2013       | ロベルタ・ビンチ             | サラ・エラニ                     | 6–3, 3–6, 6–3  |
| 2014- 2018 | 開催無し                     | 開催無し                         | 開催無し       |
| 2019       | ジル・タイヒマン             | キキ・ベルテンス                 | 7–6(3), 6–2    |
| 2020       | フィオナ・フェロ             | アネット・コンタベイト           | 6–2, 7–5       |
| 2021       | ダニエル・コリンズ           | Elena-Gabriela Ruse              | 6–4, 6–2       |
| 2022       | Irina-Camelia Begu           | Lucia Bronzetti                  | 6–2, 6–2       |
| 2023       | 鄭欽文                       | Jasmine Paolini                  | 6–4, 1–6, 6–1  |
| 2024       | 鄭欽文 (2)                   | Karolína Muchová                 | 6–4, 4–6, 6–2  |

### ダブルス
| 年         | 優勝者                                                              | 準優勝者                                                            | 決勝結果            |
| ---------- | ------------------------------------------------------------------- | ------------------------------------------------------------------- | ------------------- |
| 1990       | ローラ・ガロン Karin Kschwendt                                      | フロレンシア・ラバト バーバラ・ロマノ                               | 6–2, 6–4            |
| 1991       | マリー・ピエルス ペトラ・ラングロバ                                 | ローラ・ガロン メルセデス・パス                                     | 6–3, 6–7(5), 6–3    |
| 1992       | Halle Cioffi マリア・ホセ・ガイダノ                                 | ペトラ・ラングロバ アナ・セグラ                                     | 6–3, 4–6, 6–3       |
| 1993       | Karin Kschwendt ナタリア・メドベデワ                                | シルビア・ファリナ・エリア ブレンダ・シュルツ                       | 6–4, 7–6            |
| 1994       | ルクサンドラ・ドラゴミル ローラ・ガロン                             | アリーチェ・カネパ ジュリア・カソーニ                               | 6–1, 6–0            |
| 1995       | ラトカ・ボブコバ ペトラ・ラングロバ                                 | ペトラ・シュワルツ カタリナ・スチュデニコバ                         | 6–4, 6–1            |
| 1996       | ヤネッテ・フサロバ バルバラ・シェット                               | フロレンシア・ラバト バーバラ・リットナー                           | 7–6, 6–1            |
| 1997       | シルビア・ファリナ・エリア バルバラ・シェット                       | フロレンシア・ラバト メルセデス・パス                               | 2–6, 6–1, 6–4       |
| 1998       | パブリナ・ノーラ エレナ・ワーグナー                                 | パティ・シュナイダー バルバラ・シェット                             | 6–4, 6–2            |
| 1999       | ティナ・クリザン カタリナ・スレボトニク                             | アサ・スベンソン ソニア・ジェヤシーラン                             | 4–6, 6–3, 6–0       |
| 2000       | シルビア・ファリナ・エリア リタ・グランデ                           | ルクサンドラ・ドラゴミル ビルヒニア・ルアノ・パスクアル             | 6–4, 0–6, 7–6       |
| 2001       | タチアナ・ガルビン ヤネッテ・フサロバ                               | マリア・ホセ・マルティネス・サンチェス アナベル・メディナ・ガリゲス | 4–6, 6–2, 6–4       |
| 2002       | エフゲニア・クリコフスカヤ エカテリーナ・シソエワ                   | ルボミラ・バチェバ アンゲリカ・ローシュ                             | 6–4, 6–3            |
| 2003       | アドリアーナ・セッラ・ザネッティ エミリー・ステラート               | マリア・ホセ・マルティネス・サンチェス アランチャ・パラ・サントンハ | 6–4, 6–2            |
| 2004       | アナベル・メディナ・ガリゲス アランチャ・サンチェス・ビカリオ       | ルボミラ・クルハイツォバ ヘンリエッタ・ナギョワ                     | 6–3, 7–6(4)         |
| 2005       | ジュリア・カソーニ マリヤ・コリャツェワ                             | クラウディア・ヤンス アリシア・ロソルスカ                           | 4–6, 6–3, 7–5       |
| 2006       | ヤネッテ・フサロバ ミハエラ・クライチェク                           | アリーチェ・カネパ ジュリア・ガバ                                   | 6–0, 6–0            |
| 2007       | マリヤ・コリャツェワ ダリヤ・クツォワ                               | アリーチェ・カネパ カリン・クナップ                                 | 6–4, 6–1            |
| 2008       | サラ・エラニ ヌリア・リャゴステラ・ビベス                           | アーラ・クドゥリャフツェワ アナスタシア・パブリュチェンコワ         | 2–6, 7–6(1), [10–4] |
| 2009       | ヌリア・リャゴステラ・ビベス マリア・ホセ・マルティネス・サンチェス | マリヤ・コリャツェワ ダリヤ・クツォワ                               | 6–1, 6–2            |
| 2010       | アルベルタ・ブリアンティ サラ・エラニ                               | ジル・クレイバス ユリア・ゲルゲス                                   | 6–4, 6–1            |
| 2011       | サラ・エラニ ロベルタ・ビンチ                                       | アンドレア・フラバーチコバ クララ・ザコパロバ                       | 7–5, 6–1            |
| 2012       | レナタ・ボラコバ バルボラ・ザフラボバ・ストリコバ                   | ダリヤ・ユラク カタリン・マロシ                                     | 7–6(5), 6–4         |
| 2013       | クリスティナ・ムラデノビッチ カタジナ・ピーター                     | カロリナ・プリスコバ クリスティナ・プリスコバ                       | 6–1, 5–7, [10–8]    |
| 2014- 2018 | 開催無し                                                            | 開催無し                                                            | 開催無し            |
| 2019       | コーネリア・リスター レナタ・ボラコバ                               | エカテリーネ・ゴルゴゼ アランツァ・ルス                             | 7–6(2), 6–2         |
| 2020       | アランツァ・ルス タマラ・ジダンセク                                 | エリザベッタ・コッチャレット マルティナ・トレビサン                 | 7–5, 7–5            |